# Lenny Kravitz
Leonard Albert Kravitz, kendt som Lenny Kravitz (født 26. maj 1964 i New York, USA), er en amerikansk singer-songwriter, Multi-instrumentalist, skuespiller og producer. Kravitz' stil inkorporerer elementer af rock, soul, funk, reggae, hård rock, psykedelisk rock, folk og ballader, han er meget inspireret af 60'erne og 70'erne, og derfor bliver han ofte benævnt som retrorockeren.
Hans vel nok største hit er Are You Gonna Go My Way?, som ramte hitlisterne i 1993.
Kravitz vandt en Grammy i kategorien "Best Male Rock Vocal Performance" i 1999, 2000, 2001 og 2002 og har solgt omkring 40 mio. albums på verdensplan.

## Diskografi
- Let Love Rule (1989)
- Mama Said (1991)
- Are You Gonna Go My Way? (1993)
- Circus (1995)
- 5 (1998)
- Greatest Hits (2000)
- Lenny (2001)
- Baptism (2004)
- It Is Time For A Love Revolution (2008)
- Black And White America (2011)
- Strut (2014)
- Raise Vibration (2018)
- Blue Electric Light (2024)